# بلغازي (قبيلة)
قبيلة بلغازي أو الغزواني فرع من خولان، وهو غزوان بن فرود بن ربيعه بن سعد بن «خولان» بن عمرو بن الحاف بن «قضاعة» بن مالك بن عمرو بن مرة بن زيد بن مالك بن «حمير» بن سبأ بن يشجب بن يعرب بن «قحطان». تقع بلغازي في (سراة خولان)، والتي تبعد عن جيزان مايقارب 130 كيلو وتشمل بلغازي مركز بلغازي (عيبان) ومركز ريع مصيدة ومحافظة العيدابي وهي مجاورة لقبائل بني مالك وفيفاء وهروب وبني حريص التي تشترك بنسبها لخولان وتسمى قبائل خولان بن عامر.

## النسب
تنقسم قبائل بلغازي إلى قسمين كبيرين معروفين وهما المشهوران لدى القبائل المجاورة وإلى بلغازي نفسها ويطلق على كل قسم منهما اسم يخصه ويعرف من خلاله:
- القسم الأول: يطلق عليه (آل عمر).
- القسم الثاني: يطلق عليه (آل جنادة).

وكل قسم من هذين القسمين يتفرع إلى عدة قبائل وبطون وفخوذ ويقال أن آل عمر يكونون ثلث قبائل بلغازي وآل جنادة يكونون الثلثين الباقيين والدليل على ذلك أنه كان في قديم الزمان إذا حصلت بلغازي على وسيقة (غنيمة) يقسموها ثلاثة أقسام، قسم إلى آل عمر وقسمان إلى آل جنادة وكذا في الديات وغير ذلك من الغرامات.

## قبائل كل قسم من بلغازي

### آل عمر
فعدد قبائل القسم الأول وهم آل عمر

يتكونون من ستة أو سبعة قبائل وهم كالآتي:
1. قبيلة المعالمة (آل المعلمي) وهم ثمانية عشر بطنا (18) وعدد من الفخوذ
2. قبيلة آل حسن وهم تسعة أبطن (9) وعدد من الفخوذ.
3. قبيلة الشريجي وهم سبعة أبطن (7) وعدد من الفخوذ.
4. قبيلة المعدي وهم سبعة أبطن (7) وعدد من الفخوذ.
5. قبيلة الغريبي وهم سبعة أبطن (7) وعدد من الفخوذ.
6. قبيلة السعمدي وهم خمسة أبطن (5) وعدد من الفخوذ.
7. قبيلة آل المعرفطي وهم أربعة أبطن (4) وعدد من الفخوذ.

### آل جنادة
عدد قبائل القسم الثاني وهم آل جنادة

يتكونون من ستة قبائل وهم كالتالي:
1. قبيلة آل حياد وهم أربعة أبطن (4) وعدد من الفخوذ.
2. قبيلة آل زيدان وهم إثنى عشر بطنا (12) وعدد من الفخوذ.
3. قبيلة آل غالب وهم سبعة أبطن (7) وعدد من الفخوذ.
4. قبيلة الغنوي وهم أربعة أبطن (4) وعدد من الفخوذ.
5. قبيلة الحسني وهم ستة أبطن (6) وعدد من الفخوذ.
6. قبيلة العمري وهم سبعة أبطن (7) وعدد من الفخوذ.

## تقسيم كل قبيلة على حدة

### قبائل آل عمر

#### قبيلة المعلمي
قبيلة المعلمي تنقسم إلى عمارتين وعدد من البطون
العمارة الأولىمعالمة عيبان وتشمل عدد من الفخوذ
- آل يزيد البقامي بقرية شهران
- آل خشلان بقرية قواحي
- آل علي سالم بدمنة المعشي
- آل جبار حسين بقرية الخرمة والمحارب
- آل علي إبراهيم بقرية عيبان النقب
- آل أحمد سليمان بقرية الشرحاء
- آل جابر جبران بقرية الشرحاء
- آل باهزة بقرية خيران
- آل بقار الجيابيين بقرية الكتيفة
- آل حسن الردافة بقرية الخرمة ومربيب
- آل محي منهم قاسم أسعد + آل حسن مرعي

العمارة الثانيةمعالمة جورا وتشمل عددا من الفخوذ وهم
- آل أحمد نون بقرية المخراجة
- آل محفوظ بقرية بيضان وسر القرع
- آل معزي بقرية الحريرة بيضان
- آل غران بقرية ثوار
- آل الراحلي بقرية جورا
- آل سلمان بجوار بيضان
- آل حسن صلفه
- آل حسن مرزوق
- آل حسن سلمان
- آل أسعد سلمان
- آل مفزع + آل يزيد بخيت

#### قبيلة آل حسن الحشويين
قبيلة آل حسن الحشويين وتنقسم إلى عدد من البطون
- آل محمد علي
- آل قاسم متعب
- آل جبار
- آل علي سالم
- آل يحيى شريف
- آل شحمة
- آل الدبشي
- آل المعرفط
- آل رديف

#### قبيلة الشريجي
قبيلة الشريجي وتتكون من عدد من البطون
- آل حسين علي ومنهم علي حسين، احمد حسين، يحيى حسين
- آل يحيى حسن ومنهم حسن يحيى الأضبع وعلي يحيى البجرة
- آل علي يحيى ومنهم آل إبراهيم
- آل جبران علي ومنهم مفرح جبران وسالم جبران
- آل حسن جبار ومنه مآل الخلاف
- آل الملهيه آل جبران ومنهم الجرب
- آل يحيى الشمعة
- آل علي حسن ومنهم قاسم حسن ومسعود
- آل حسن طاوي، ومنهم جابر حسن وعلي حسن.

#### قبيلة آل المعدي
قبيلة آل المعدي وتنقسم إلى عدد من البطون
- آل أحمد شوهان ومنهم سليمان شريفه وشوهان (أول شيخ في بلغازي يعرفه التاريخ الحديث)
- آل جبار مهدي
- آل المبقم يحيى سليمان
- آل حسن محمد الجعري
- آل جبران الشرامه
- آل حاوي الكليب
- آل حسن شوقه

#### قبيلة الغريبي
قبيلة الغريبي وتتكون من عدد من البطون
- آل سليمان أحمد
- آل قاسم
- آل أحمد
- آل مسعود حسن وأخوه الهوداني
- آل جبار مسعود
- آل جبران حميدي
- آل علي المخرب

#### قبيلة السعمدي
قبيلة السعمدي علي بن محمد البيضاء وتتكون من عدد من البطون المشهورين (آل الكحلاني)
- آل علي البيضاء علي بن محمد ومنهم آل مسعود الكحلاني (علي البيضاء ثاني شيخ لبلغازي يعرفه التاريخ الحديث)
- آل هادي جبران
- آل حسن
- آل جبران علي
- آل سلمان جبران

#### قبيلة آل المعرفطي
قبيلة آل المعرفط وتتكون من عدد من البطون
- آل علي السيدة علي بن سليمان
- آل قاسم جبران
- آل علي جبران
- آل أسعد جبران

### قبائل آل جنادة

#### قبيلة آل حياد
قبيلة آل حياد وتتكون من عدد من البطون
- آل الجبر ومنهم جبر بن مسعود
- آل سايره
- آل مقنع
- آل شريف سلمان

#### قبيلة آل زيدان
قبيلة آل زيدان وتتكون من عدد من البطون
- آل يحيى مهجر
- آل سالم عذبه
- آل عشبان
- آل شعاطيط
- آل يزيد الجبر
- آل الروغ
- آل المطارق
- آل مسعود هادي
- آل علي يزيد
- آل زولان
- آل شريف المطرة
- آل هيسلة
- آل علي مهجر
- آل سارعه
- الغبريين
- الطرفيين
- آل متعب
- آل رايح

#### قبيلة آل غالب
قبيلة آل غالب وهم جر ويتبع له عدة قبائل وعدد من البطون
- السليماني
- الصروي
- الخطوي
- الجبراني
- الثوابي
- المشرفي

#### قبيلة الغنوي
قبيلة الغنوي وتتكون من عدد من البطون
- آل يحيى قاسم بخيته
- آل يحيى قاسم
- آل سالم يحيى
- آل يزيد سلمان
- آل يحيى عبد الله

#### قبيلة الحسني
قبيلة الحسني وتتكون من عدد من البطون
- آل محمد قحلي
- آل صالح
- آل علي يحيى
- آل المسفوه
- آل عامر
- آل الجرو وآل ضران
- آل الحوشبي

#### قبيلة العمري
قبيلة العمري وتتكون من عدد من البطون
- آل سليمان
- آل سعيد مفرح
- آل علي محمد
- آل سلمان حسن
- آل أحمد مفرح
- آل دبشي
- آل هارب يحيى علي
- آل أحمد سليمان
- آل يزيد جابر
- آل شريف جابر
- آل شريف أسعد